# Rockin' (The Weeknd)
Rockin' è un singolo del cantante canadese The Weeknd, pubblicato il 26 maggio 2017 come sesto estratto dal terzo album in studio Starboy.
Il brano è stato scritto da The Weeknd assieme a Max Martin, Peter Svensson, Savan Kotecha, Ali Payami e Ahmad Balshe.

## Tracce
1. Rockin' – 3:52

## Formazione
Musicisti
- Abel "The Weeknd" Tesfaye – voce
- Kazue Lika Tatushima – voce aggiuntiva

Produzione
- Doc McKinney – produzione esecutiva
- Abel "The Weeknd" Tesfaye – produzione esecutiva, coproduzione
- Max Martin – produzione
- Ali Payami – produzione
- Serban Ghenea – missaggio
- John Hanes – ingegneria al missaggio
- Sam Holland – ingegneria del suono
- Cory Bice – assistenza tecnica
- Jeremy Bertola – assistenza tecnica
- Tom Coyne, Aya Merrill – mastering

## Classifiche
| Classifica (2017) | Posizione massima |
| ----------------- | ----------------- |
| Belgio (Fiandre)  | 64                |
| Belgio (Vallonia) | 41                |
| Canada            | 25                |
| Germania          | 60                |
| Italia            | 46                |
| Norvegia          | 24                |
| Paesi Bassi       | 25                |
| Stati Uniti       | 44                |
| Stati Uniti (R&B) | 20                |
| Svezia            | 12                |